# HD 12661
HD 12661 (HIP 9683 / SAO 75125) es una estrella en la constelación de Aries de magnitud aparente +7,44. Se encuentra a 114 años luz de distancia del sistema solar. Se conocen dos planetas extrasolares en órbita alrededor de esta estrella.

## Características físicas
HD 12661 es una enana amarilla de tipo espectral G6V —en la base de datos SIMBAD aparece como K0V— con una temperatura efectiva de 5742 K.
Con un diámetro un 12 % más grande que el del Sol, brilla con una luminosidad un 22 % superior a la luminosidad solar.
Su elevada luminosidad en relación con su tipo espectral, así como su tamaño, sugieren que puede estar entrando en la etapa de subgigante; por ello, guarda cierta semejanza con 70 Virginis —estrella también con sistema planetario—, aunque su luminosidad no es tan elevada como en esta última.
Su masa estimada es un 7 % mayor que la masa solar y, como corresponde a lo antes expuesto, es una estrella antigua con una edad aproximada entre 6500 y 7050 millones de años.
Posee una metalicidad —abundancia relativa de elementos más pesados que el helio— netamente superior a la solar ([Fe/H] = +0,385). Otros elementos como carbono, azufre, magnesio y aluminio, muestran la misma tendencia; únicamente el manganeso es «sobreabundante» en relación con el hierro ([Mn/Fe] = +0,17).

## Sistema planetario
El primer planeta, HD 12661 b, orbita a una distancia media de 0,83 UA de la estrella, empleando 236 días en completar la órbita. El segundo planeta, HD 12661 c, se mueve en una órbita más alejada, a una distancia de 2,56 UA, empleando 1708 días para completar su órbita.
A pesar de la alta excentricidad de la órbita del planeta interior (ε = 0,35), el sistema es estable si las órbitas son coplanares.
Si no fueran coplanares, el sistema podría no ser estable.

Sistema planetario alrededor de HD 12661.

| Acompañante (En orden desde la estrella) | Masa (MJ) | Período orbital (días) | Semieje mayor (UA) | Excentricidad |
| ---------------------------------------- | --------- | ---------------------- | ------------------ | ------------- |
| HD 12661 b                               | 2,3       | 263,6 ± 1,2            | 0,83               | 0,35 ± 0,03   |
| HD 12661 c                               | 1,57      | 1708 ± 14              | 2,56               | 0,031 ± 0,022 |